# Islamia trichoniana
Islamia trichoniana е вид коремоного от семейство Hydrobiidae. Видът е критично застрашен от изчезване.

## Разпространение
Разпространен е в Гърция.